# Sykehouse (äpple)
Sykehose är ett äpple av engelskt ursprung. Det är ett plattrunt äpple under medelstorlek. Typisk storlek: bredd 65-70mm, höjd 50-55mm.
Äpplet har gröngul grundfärg och svagt orange täckfärg och mycket rost. Skafthålan är djup och trång, med mycket rost. Skaftet är  12-20mm.
Det har grönvitt fruktkött som brunfärgas fort. Det har ett litet slutet kärnhus, med små kärnor.
Det odlas i Sverige i växtzon 1-3, plockas i oktober, ätmogen i december-januari.
Äpplet är lämpligt för tillverkning av äppelvin.